# La Fuye-Velpeau
La Fuye-Velpeau est un quartier de la ville française de Tours. Situé dans la partie centrale et sur l'extrémité est de la commune, il est frontalier avec la commune de Saint-Pierre-des-Corps. À l'ouest, il partage une large frontière avec le quartier populaire du Sanitas. Relativement ancien, il compte près de 8 700 habitants en 2020. C'est un quartier principalement résidentiel, surtout peuplé de classes moyennes.
Le quartier a été urbanisé au cours du XIXe siècle, profitant de l'implantation à proximité de la gare de Tours. Les commerces et les industries moyennes se développent alors fortement dans le secteur, amenant une population modeste et ouvrière. Après la Seconde Guerre mondiale, les industries désertent le quartier, qui connait un relatif embourgeoisement depuis.

## Délimitation
Le quartier « La Fuye-Velpeau » est défini par l'Insee dans son partage de la commune de Tours en 22 îlots regroupés pour l'information statistique (IRIS). Il est ainsi limité par le boulevard Heurteloup au nord, par l'autoroute A10 et la commune de Saint-Pierre-des-Corps à l'est, la rue Georges Collon au sud et la rue Édouard Vaillant à l'ouest.

## Toponymie
Le quartier tourangeau tire son nom de la rue de la Fuye qui traverse le quartier du nord au sud, et de la place Velpeau, centrale et commerçante. La première reprend le nom d'une ferme présente anciennement dans le secteur, autrement appelée « La Fuie » et la seconde honore l'anatomiste Alfred Velpeau qui est né en Indre-et-Loire.

## Histoire

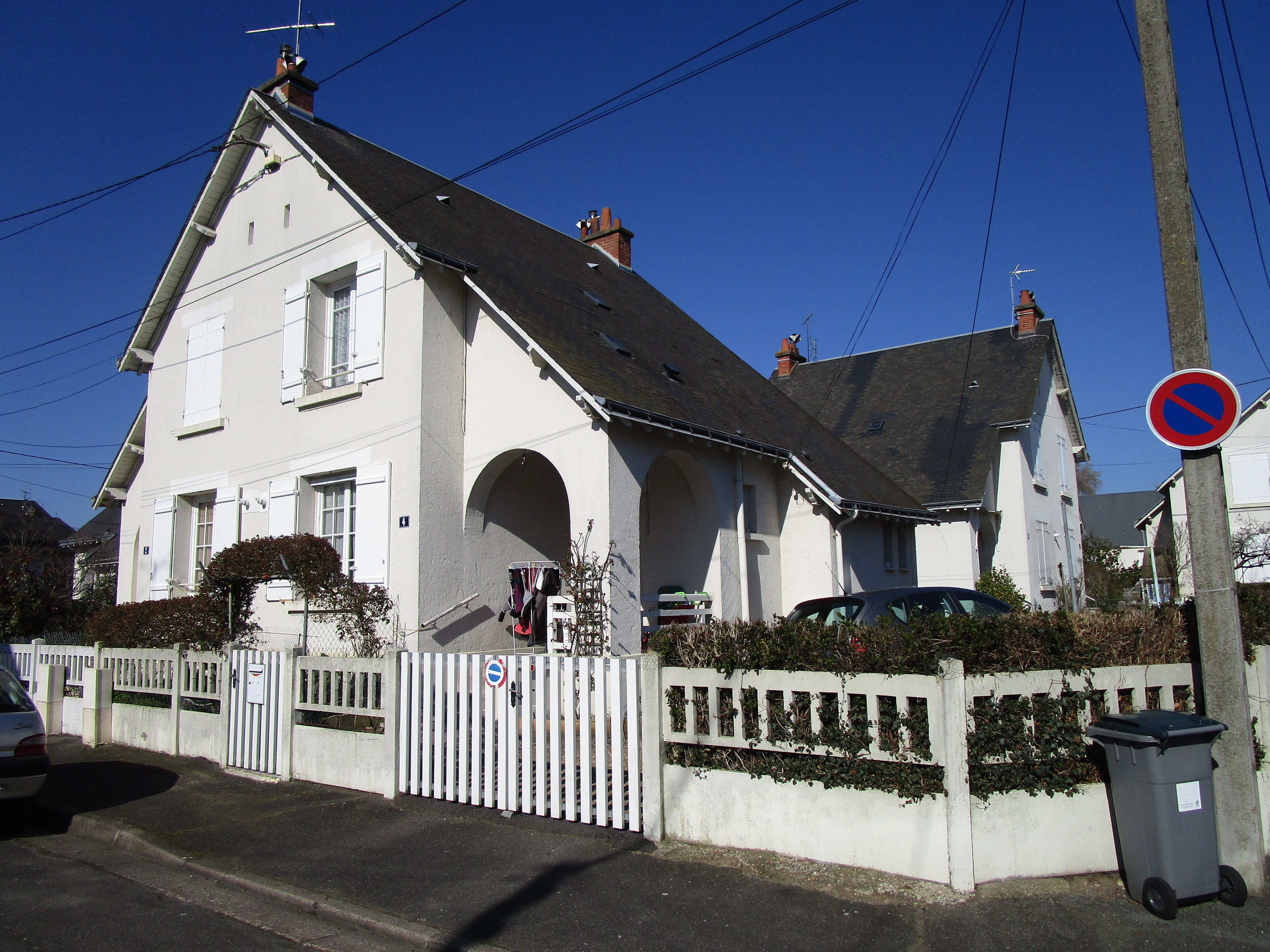
La cité ouvrière de Jolivet.

### Fondation
Le quartier « La Fuye-Velpeau » est d'une urbanisation relativement récente, après un long passé agricole. Il se développe à l'est de la gare de Tours et des voies de chemin de fer, après leur implantation au milieu du XIXe siècle et l'ouverture de la gare en 1846. Les terrains alors largement vacants sont achetés par Tours à la commune voisine de Saint-Pierre-des-Corps en 1858 et la rue centrale de la Fuye est percée entre 1861 et 1863,. En 1865, un plan d'urbanisme est décidé et la place Velpeau est aménagée entre 1865 et 1867. 

### Développement urbain et ouvrier
De nombreux habitants viennent alors s'installer dans des petites maisons bâties autour de ruelles étroites, alors que le commerce et les petites industries contribuent au développement du quartier. Ce dernier profite alors des industries lourdes implantées de l'autre côté des chemins de fer, le lieu qui constituera plus tard le quartier du Sanitas. Les industries du quartier sont surtout présentes autour de la rue Édouard Vaillant, et produisent notamment du ciment, des revêtements et appareils agricoles et ménagers. On trouve aussi des dépôts de carburants, bois et charbon. La population locale est donc logiquement constituée de nombreux ouvriers et employés, dont beaucoup de cheminots de la SNCF. 

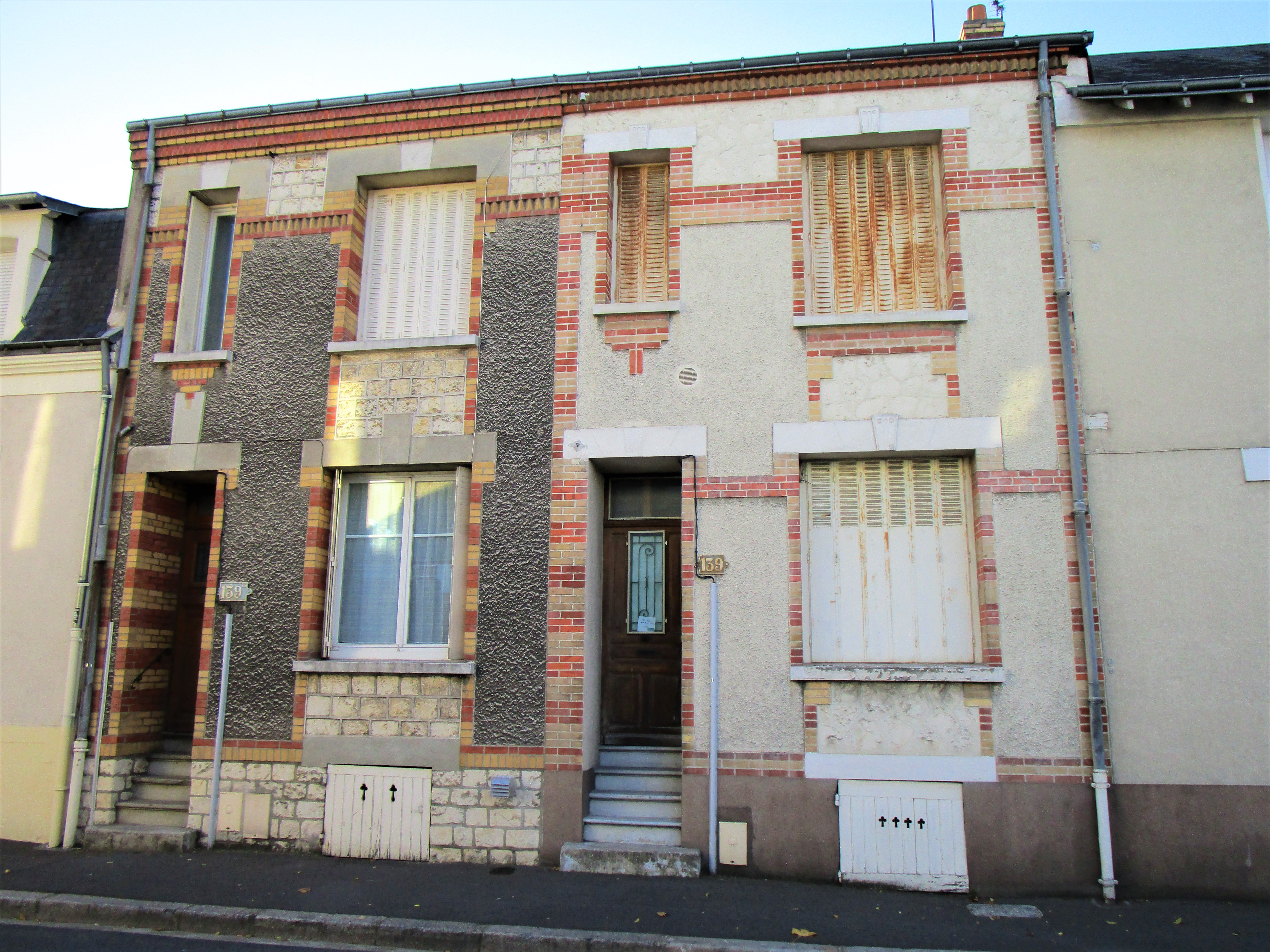
Maisons au 139 rue Joliviet, dans le quartier.

Ainsi est construite entre 1929 et 1934 la cité ouvrière Jolivet dans le sud du quartier. Elle est composée de pavillons individuels regroupés autour de la place centrale du 8 mai. Les maisons se remarquent par leur toit pointu en ardoise et leur façade blanche, et sont la plupart du temps divisées en deux. L'ensemble comprend 73 logements avec jardins individuels. Elle est bâtie sur le même modèle que la cité Beaujardin, située un peu plus au sud dans la commune. 
Au cours des années 1950, les habitations sont quasiment toutes des petites maisons individuelles, dont plus de la moitié ne compte qu'un étage (1 164 sur 2 050). Le géographe Claude Chaillot note à propos des habitations que « la couleur grise de leur mur tranche avec les encadrements de pierres banches ou de briques jaunes ou rouge des fenêtres ; un soubassement en moellons les protège de l'humidité » (exemple typique illustré à droite).

### Désindustrialisation et embourgeoisement

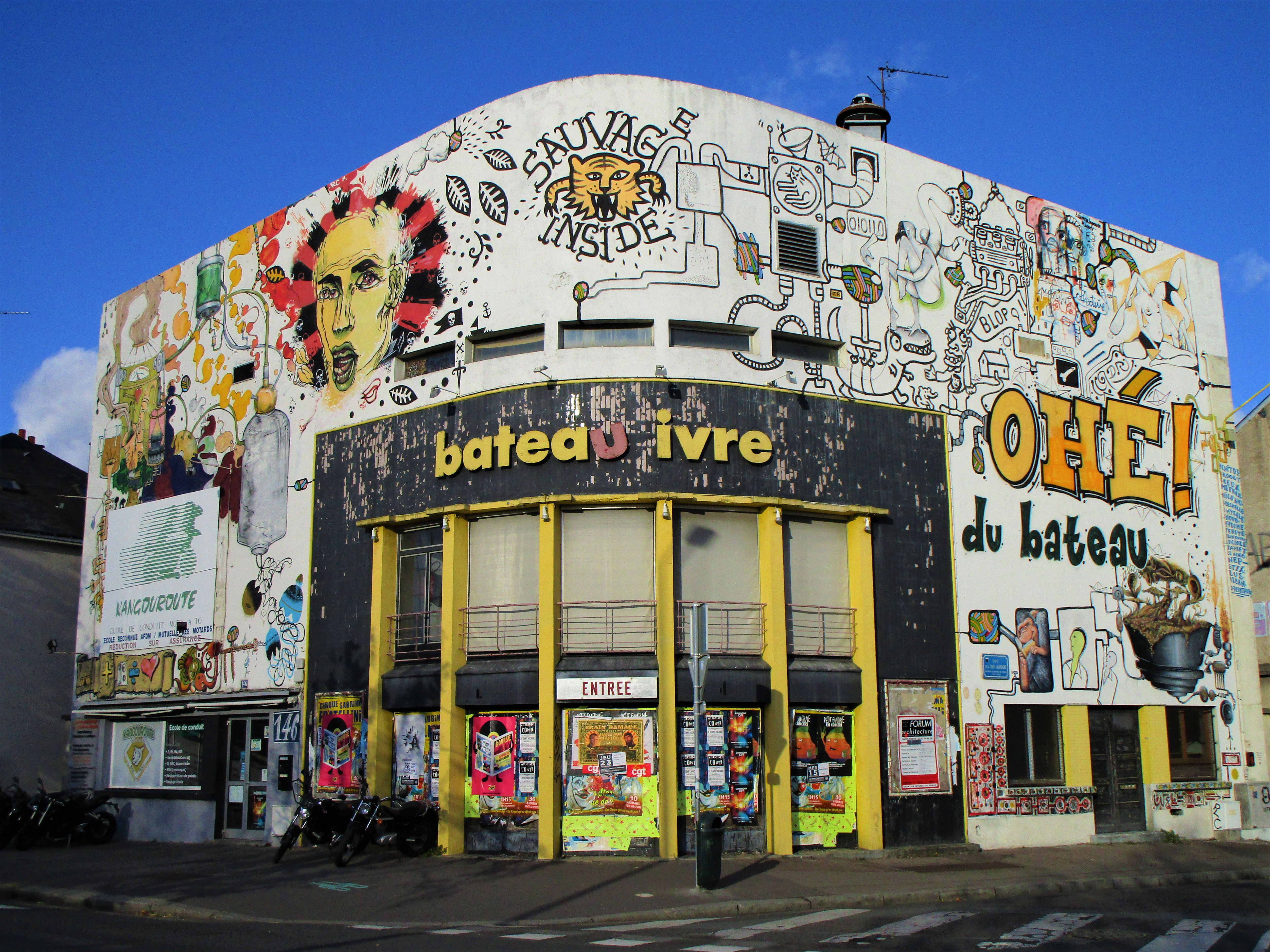
Vue du « Bateau ivre ».

Le quartier va perdre son aspect industriel après la Seconde Guerre mondiale. D'un côté, les grosses industries voisines laissent place à partir de la fin des années 1950 au quartier de grands ensembles du Sanitas, puis la SNCF déplace une grande partie de ses activités dans la ville voisine de Saint-Pierre-des-Corps. Dans les années 1970, le canal creusé en 1828 et séparant le quartier avec la commune de Saint-Pierre-des-Corps est remplacé par l'autoroute A10.
Le quartier va alors connaitre un certain embourgeoisement avec le départ des cheminots et autres nombreux ouvriers et employés, d'autant que la population vieillissante laisse progressivement place à de jeunes familles plus aisées. Alors que les prix de l'immobilier ont nettement augmenté, plus de la moitié des salariés du quartier sont en effet aujourd'hui des cadres. Ces derniers sont souvent attirés par le calme et le bon emplacement du quartier, à proximité de voies de circulation alors que la plupart travaille à l'extérieur du quartier,,.

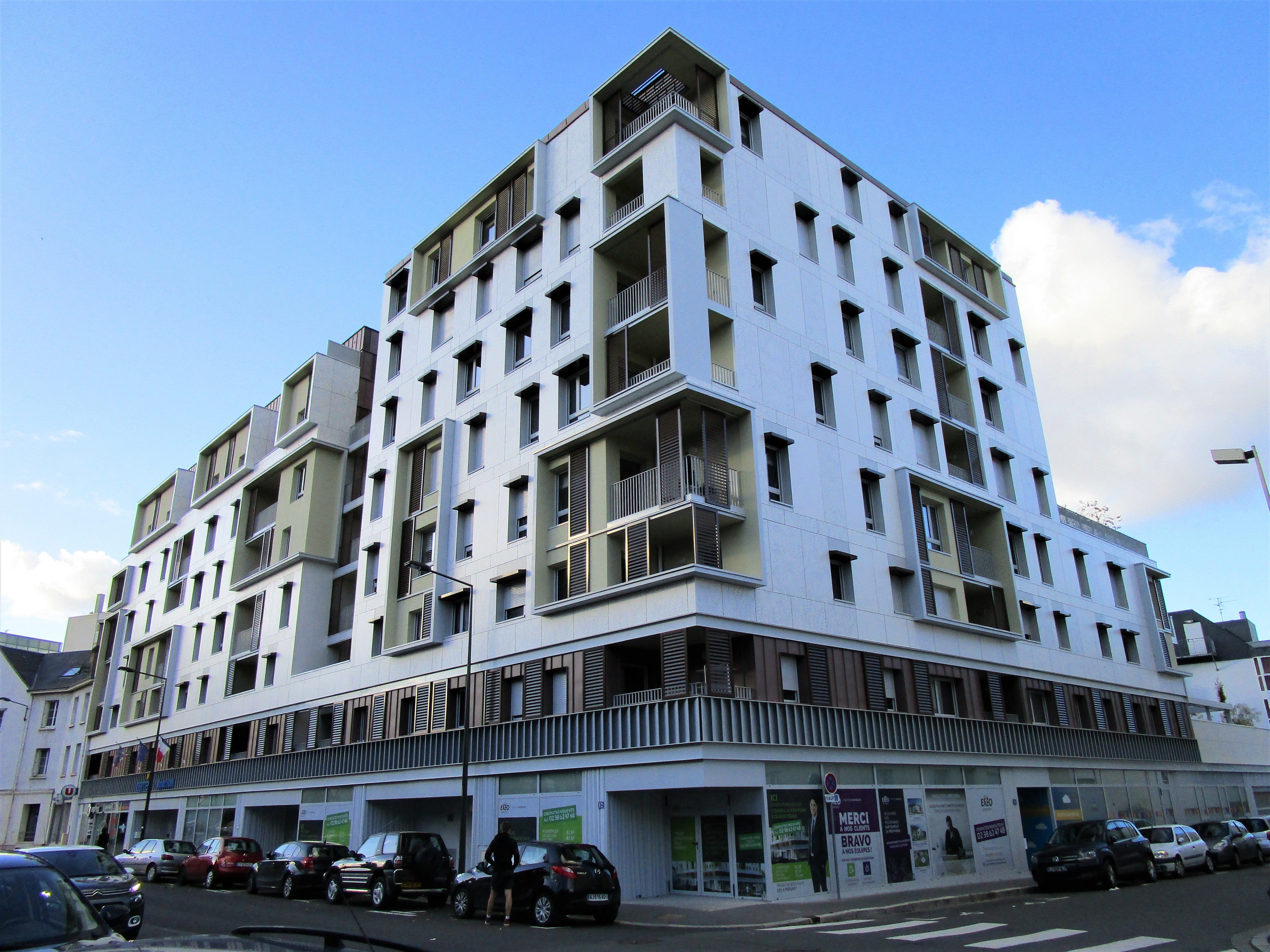
Le quai Victor, rue Marcel Tribut.

Le quartier est l'emplacement depuis 1987 de la salle de spectacle dite du « Bateau ivre », sur la rue Édouard Vaillant. Comptant près de 300 places, elle ferme ses portes en 2010 et est depuis entretenue par l'association « Ohé du bateau » qui a recouvert la façade de peintures. La ville ne souhaitant pas investir pour sa réhabilitation, la salle est acquise en 2017 par un collectif de près de 1 600 bénévoles qui ont réuni la somme de 270 000 euros pour la racheter à la société d'économie mixte de la ville de Tours. L'association devient alors une société coopérative d'intérêt collectif avec l'objectif de rénover et gérer la salle.
En 2016, la nouvelle résidence « quai Victor » est inaugurée à proximité de la gare. Elle contient une résidence de tourisme trois étoiles de 105 appartements et 45 logements haut-de-gamme à l’acquisition.

## Conditions de vie

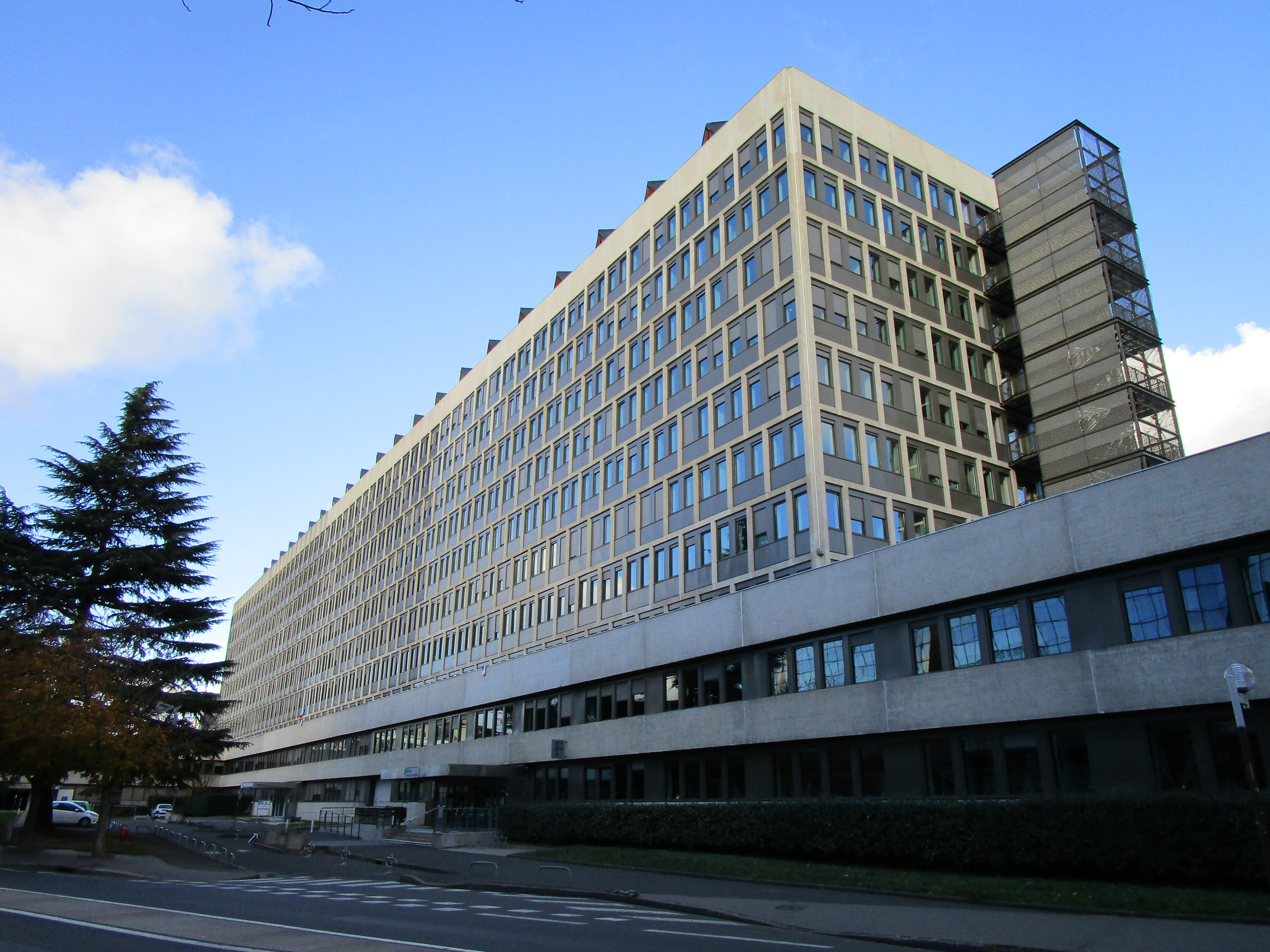
Les locaux du Conseil départemental d'Indre-et-Loire rue Edouard Vaillant.

Le quartier La Fuye-Velpeau est principalement un quartier de classes moyennes et moyennes-supérieures. Les revenus moyens des habitants sont relativement importants : 25 200 euros par an et par ménage en moyenne, soit environ 2 100 euros par mois et par ménage. Ce dernier contient en moyenne 1,7 personne. Le taux de chômage est un peu inférieur à la moyenne communale, à 10 % contre 14 % en 2009. Près de 56 % des salariés du quartier sont des cadres et 21 % des habitants sont retraités. Environ 39 % des habitants sont propriétaires de leur logement et 14 % sont bénéficiaires de baux sociaux,.

## Services publics
Le quartier Velpeau abrite un immeuble imposant construit en 1975 rue Edouard Vaillant (image à droite), qui accueille de nombreuses administrations. On y trouve en effet le Conseil départemental d'Indre-et-Loire, la Caisse primaire d'assurance maladie (CPAM), la Caisse d'allocations familiales (CAF) et un service des impôts. 

## Éducation

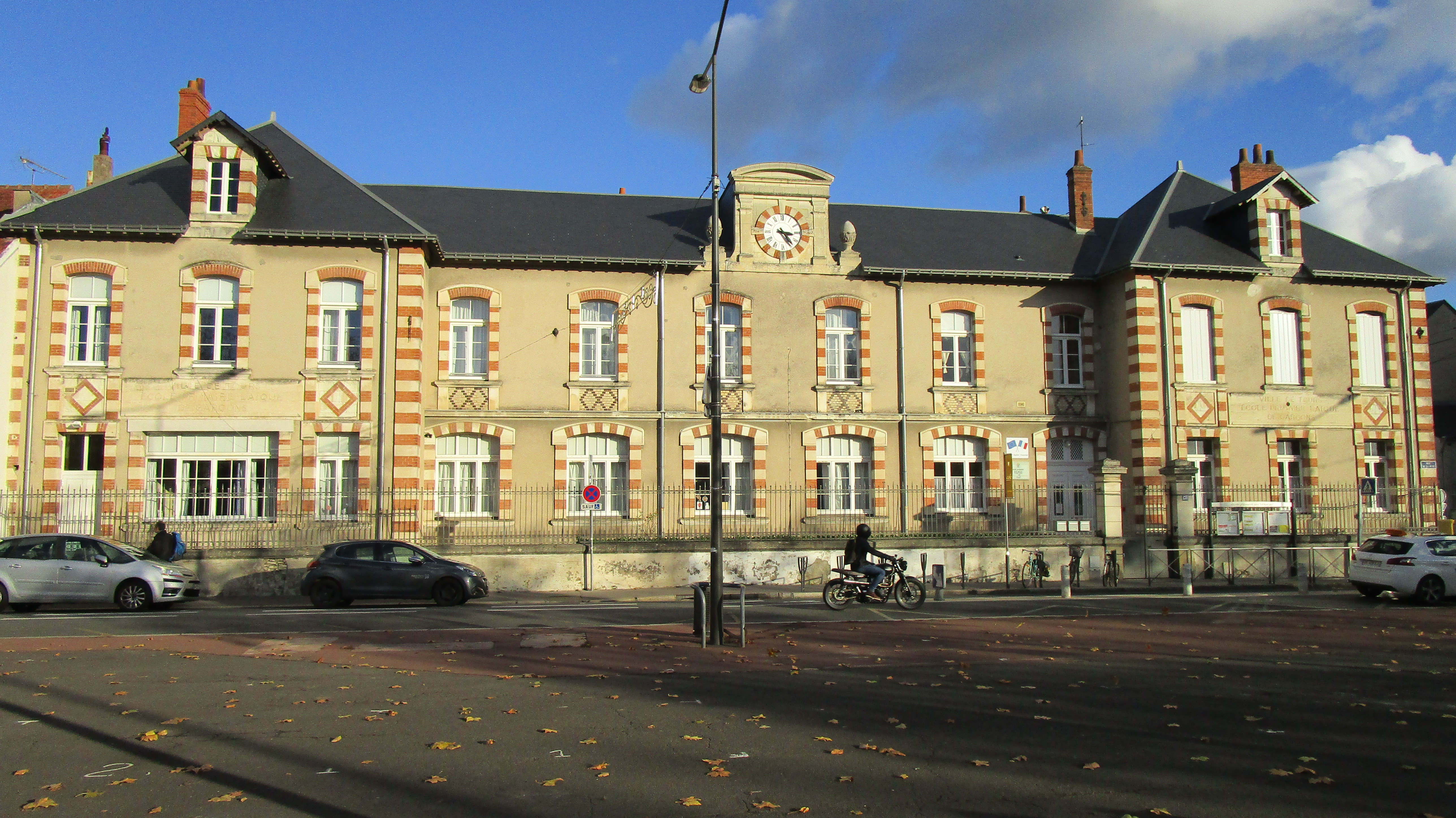
L'école élémentaire Velpeau.

Le quartier comporte une école primaire inaugurée en 1887 sur la place Velpeau et portant le même nom. Elle compte près de 300 élèves en 2016. Son architecture est typique de la Troisième république. Dans le même style, l'école maternelle « Les Abeilles » est présente non loin avec près de 200 élèves. Plus au nord, le complexe scolaire privé et catholique Maintenon fondé en 1902 scolarise 300 jeunes de la maternelle au collège,,.

## Économie et commerces
La plupart des commerces du quartier sont présents dans la rue centrale du la Fuye et la place Velpeau. Perpendiculaire, la rue du docteur Fournier comptait autrefois également des commerces, mais ceux-ci ont peu à peu disparu. Un marché hebdomadaire est également installé sur la place Velpeau, et avec 153 commerçants en 2014, c'est le plus important de la ville de Tours. 